# Baslow
Ne doit pas être confondu avec Baslow and Bubnell.
Baslow est un village du Derbyshire, en Angleterre.